# Qalidurut
Qalidurut était le roi de la Makurie au VIIe siècle. Il est surtout connu pour ses victoires contre le califat de Rashidun lors de la première et de la deuxième bataille de Dongola.

## Règne
On sait très peu de choses sur Qalidurut. Des sources Arabes le mentionnent pour la première fois. Après sa victoire contre Abdallah ibn Sa'd lors de la deuxième bataille de Dongola, il signa avec le califat un pacte de non agression nommé le Baqt, qui visait à maintenir la paix entre la Makurie et le califat de Rashidun. Ce traité réglementa par la suite les relations politiques et économiques des deux entités pour les 520 années qui suivirent.
Une fois le traité ratifié, Qalidurut et son fils Zacharias reconstruisirent une cathédrale à Dongola, détruite durant la guerre. Il fit également construire un édifice cruciforme dans la ville en souvenir de ses défenseurs. La ville de Dongola connut la prospérité sous leur règne,.